# 宇和野駅
宇和野駅（うわのえき）は、石川県加賀市上野町に存在した北陸鉄道山代線（加南線）の駅である。1971年（昭和46年）、同線の廃線に伴い廃駅となった。

## 概要
加南線を構成する連絡線から動橋線が分岐する駅で、動橋線の起点である。1962年（昭和37年）に連絡線の当駅から粟津温泉駅までの区間と粟津線の全線が廃止された後、翌1963年（昭和38年）に連絡線の河南駅 - 当駅間と動橋線を統合して山代線とされている。

## 歴史
- 1911年（明治44年）3月5日：山代軌道山代村 - 動橋村間開業時に山代村駅として開業。
- 1913年（大正2年）12月1日：山代軌道の温泉電軌への譲渡により、同社宇和野駅となる。
- 1914年（大正3年）11月1日：温泉電軌山代東口 - 粟津温泉間開業。分岐駅となる。
- 1915年（大正4年）5月1日：動橋線電化開業。
- 1943年（昭和18年）10月13日：合併により北陸鉄道の駅となる。
- 1962年（昭和37年）11月23日：連絡線宇和野 - 粟津温泉間廃止。中間駅となる。
- 1963年（昭和38年）7月19日：連絡線残存区間と動橋線の山代線への統合により、同線の駅となる。
- 1965年（昭和40年）1月10日：無人化（停留場化）。
- 1971年（昭和46年）7月11日：加南線全線廃止により廃駅。

## 駅構造
島式ホーム1面2線を有し、駅舎はホーム上にあった。駅のすぐ北側にダブルクロスポイントがあり、ここで線路は新動橋方面と粟津温泉方面に分かれていた。

## 廃止後
加南線廃止後は山代線部分が道路となっているが、粟津温泉駅へ向かっていた区間の路盤は圃場整備で水田に復され、痕跡を留めていない。

## 隣の駅
北陸鉄道
山代線
山代東口駅 - 宇和野駅 - 庄学校前駅
連絡線
山代東口駅 - 宇和野駅 - 二ッ屋駅